# 歯科技工士学校養成所指定規則
歯科技工士学校養成所指定規則（しかぎこうしがっこうようせいじょしていきそく）は、1956年（昭和31年）2月24日に、日本国の歯科技工士法に基づき文部省・厚生省令第3号として制定された省令である。

## 学科目
- 外国語
- 造形美術概論
- 関係法規
- 歯科技工学概論
- 歯科理工学
- 歯の解剖学
- 顎口腔機能学
- 有床義歯技工学
- 歯冠修復技工学
- 矯正歯科技工学
- 小児歯科技工学
- 歯科技工実習
- 選択必修科目